# 海之王迎站
海之王迎站（日语：／ Umino-ōmukae eki */?）是一位於日本高知縣幡多郡黑潮町上川口、隸屬於土佐黑潮鐵道的鐵路車站。車站編號為TK35。月台站牌上的標語為「幡多青少年之家，浮津海水浴場」。在鄰站土佐上川口站，其月台標語亦寫成「幡多青少年之家」，是由於土佐上川口站的開業時𣄽較早，所以最初的確是前往「幡多青少年之家」最近的車站，不過當本站開業時，就變成本站前往「幡多青少年之家」為最近的途徑，所以才出現相同標示語句的情況。
有關車站的命名，一方面是附近興建了王迎團地，亦是紀念鎌倉時代後醍醐天皇之子尊良親王曾於此流亡過，當時他乘船而來，於是當地人便以「海之王迎」來表尊重。

## 車站結構
本站採用簡易車站模式運作，不設置站房，車站位於由於是後期才增設的車站，因此只好建於隧道出口旁、並築於斜坡上，車站入口前的空地也較為細小，只提供了一座有蓋的新式單車停泊處、以及1部飲品販賣機而已。由售賣機旁邊附設天橋的斜道（因需跨過通往大海的小河道），便可進入月台範圍。又由於為近期建成的車站，進出月台基本上均已符合無障礙環境的要求。

### 月台配置
只設有側式月台1個，長度亦只有55米，有效長度勉強能容納3輛普通列車。月台中央設有蓋候車亭，採用一般的鐵皮及舊路軌所搭成，並附有3張四獨立座位的候車座椅。整個月台只設有一個位於月台中央的出入口位，與斜道天橋連接。
列車進站時，往中村方向為左側上落；往窪川方向為右側上落。
| 路線     | 方向 | 目的地         |
| -------- | ---- | -------------- |
| ■ 中村線 | 下行 | 中村、宿毛方向 |
| ■ 中村線 | 上行 | 窪川方向       |

## 歷史
- 2003年4月22日[4]：為方便附近團地居民的出入而開設的新站。

## 使用狀況
車站是因着附近的新區「王迎團地」所興建，而團地同樣座落於經平整後的地台上，與車站近乎同一水平，最遠的步行範圍亦在300米以內，尚算方便，不過因該區人口至今仍然不多，戶數仍不足100戶，靠向消防局的東區甚至是多年年仍未有發展，所以一直都處於極低的使用量，為全土佐黑潮鐵道車站中位列尾四。
根據國土交通省「國土數值情報」，以下為1日平均上下車人次：
| 年度 | 1日平均 乘降人次 | 1日平均 乘降人次 |
| ---- | ---------------- | ---------------- |
| 2011 | 2                |                  |
| 2012 | 3                |                  |
| 2013 | 8                |                  |
| 2014 | 9                |                  |
| 2015 | 9                |                  |
| 2016 | 2                |                  |
| 2017 | 6                |                  |
| 2018 | 4                |                  |
| 2019 | 6                |                  |
| 2020 | 1                |                  |
| 2021 | 2                |                  |
| 2022 | 3                |                  |

## 相鄰車站
土佐黑潮鐵道
■中村線
■特急「足摺」，「四萬十」1、4號
通過
■普通
土佐上川口（TK34）－海之王迎（TK35）－浮鞭（TK36）

## 外部連結
- 土佐黑潮鐵道海之王迎站 （页面存档备份，存于）